# Hahausen
Hahausen est un quartier de la ville de Langelsheim, dans l'arrondissement de Goslar (Basse-Saxe), en Allemagne.

## Géographie
Hahausen se situe dans le piémont nord-ouest du massif de Harz, à quelques kilomètres à l'ouest du centre-ville de Langelsheim.
| Bockenem | Lutter am Barenberge | Lutter am Barenberge |
| Seesen   | Hahausen             | Langelsheim          |
| Seesen   |                      |                      |

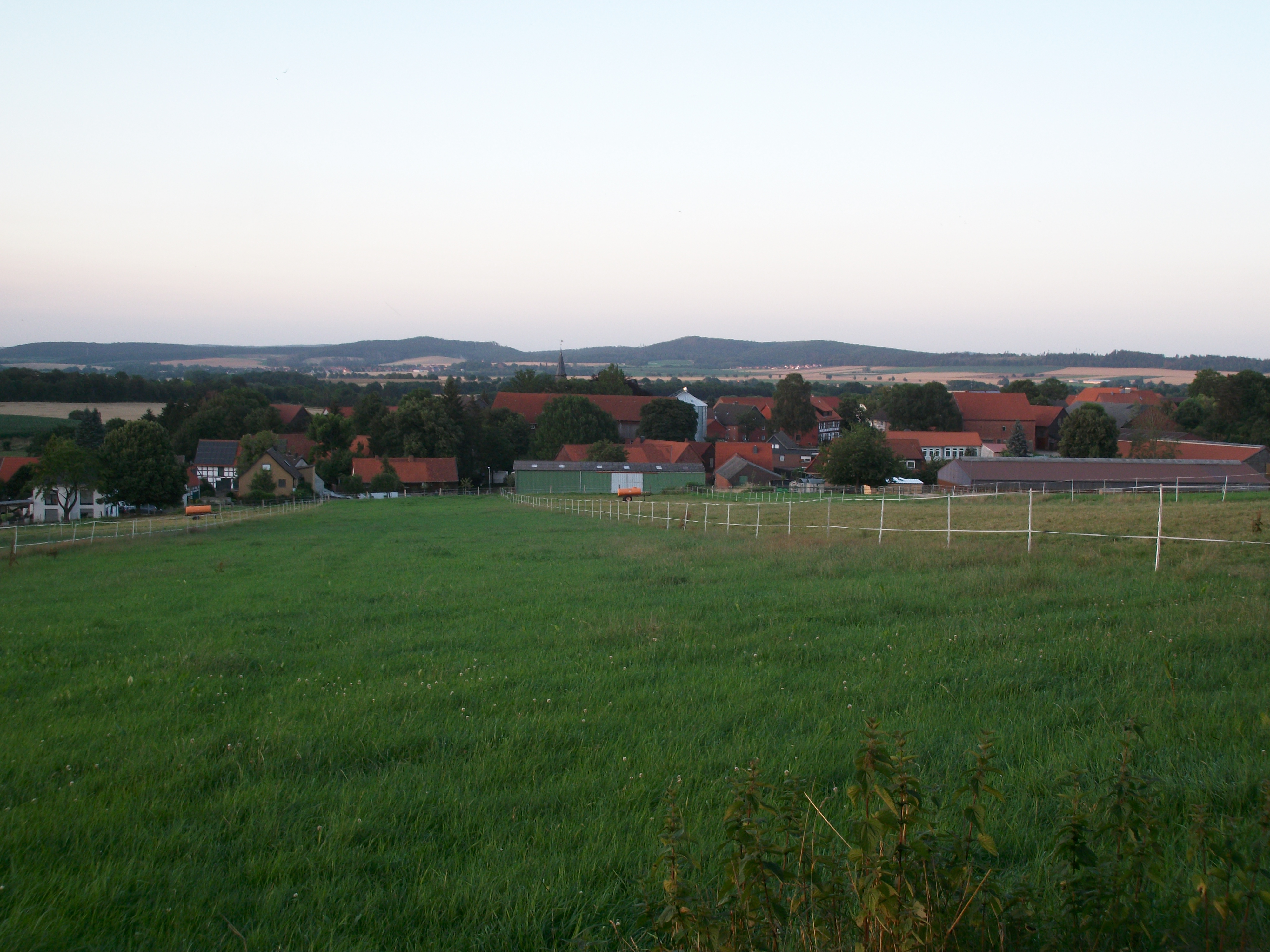
Vue sur Hahausen.

Le quartier comprend également le hameau de Neuekrug.
Hahausen se trouve sur les Bundesstraßen 82 et 248, ainsi que sur les lignes ferroviaires de Neuekrug-Hahausen à Goslar et de Brunswick à Kreiensen.

## Histoire
Le village de Hahausen est mentionné pour la première fois dans un acte de l'an 1021, délivré par l'empereur Henri II. Pendant des siècles, le domaine appartenait à l'évêché de Hildesheim ; à la suite des conflits violents avec le duc Henri II de Brunswick, il revint à la principauté de Brunswick-Wolfenbüttel en 1523.
Pendant la guerre de Trente Ans, le 27 août 1626 entre Hahausen et Lutter am Barenberge, a lieu la bataille de Lutter entre l'armée de la Ligue catholique dirigée par Tilly et l'armée du Cercle de Basse-Saxe dirigée par le roi Christian IV de Danemark. Les troupes de Tilly établissent leurs positions dans Hahausen, la veille d'être détruites.
L'ancienne commune de Hahausen est rattachée administrativement à la ville de Langelsheim le 1er novembre 2021.

## Source, notes et références
- (de) Cet article est partiellement ou en totalité issu de l’article de Wikipédia en allemand intitulé « Hahausen » (voir la liste des auteurs).